# Suizid im Straßenverkehr
Suizid im Straßenverkehr, Straßensuizid oder auch Suizid durch ein fahrendes Straßenfahrzeug bezeichnet eine Form des Suizides, bei der ein Mensch sich das Leben nimmt, indem er in der Absicht zu sterben einen Unfall im Straßenverkehr verursacht. Der Suizident kann bei dem Unfall als Fußgänger beteiligt sein, als Fahrer absichtlich einen Unfall verursachen oder anderweitig durch Eingriffe in den Straßenverkehr zu Tode kommen. Je nach Art des Unfalls besteht eine erhebliche Fremdgefährdung. Wenn der Suizident absichtlich als Falschfahrer eine Straße befährt, wird zumeist die Verletzung beziehungsweise der Tod von Unbeteiligten in Kauf genommen.
Im Vergleich zu anderen Möglichkeiten des Suizides kann ein Suizid im Straßenverkehr leichter als Unfall getarnt werden. Somit ergibt sich aus der Sicht des Suizidenten der Vorteil, dass er für den Suizid nicht stigmatisiert wird und – sofern nicht erkannt wird, dass es sich um einen Suizid handelt – zusätzlich keine Einschränkungen bezüglich des Versicherungsschutzes zu erwarten sind. Weitere Gründe für den Suizid im Straßenverkehr sind die Rücksicht auf Hinterbliebene, die Alltäglichkeit des Autofahrens, eine affektive Beziehung zum Auto und die Erfolgsaussichten.
Statistisch werden ungefähr 1 % der Suizide in Deutschland durch absichtlichen Autounfall verübt.
Je nach Quelle wird davon ausgegangen, dass 1–7 % bzw. 5 % der Verkehrstoten auf einen Suizid zurückzuführen sind und in Deutschland 1000 bis 1500 Verkehrsunfälle mit der Absicht zum Suizid eingeleitet werden. Kriminologen haben Schwierigkeiten, einen üblichen Verkehrsunfall von einem Suizid zu unterscheiden. Es wird eine „hohe“ Dunkelziffer vermutet, der Suizid im Straßenverkehr wird häufig unterschätzt und nur wenig in der Öffentlichkeit wahrgenommen. Aus einer statistischen Auswertung für die Schweiz und Bayern folgt, dass Suizid im Straßenverkehr zu 80 % von Männern durchgeführt wird. Außerdem fanden 50 % der Suizide auf Landstraßen statt und 27 % auf Autobahnen.